# Chicago soul
Chicago soul stli je soul glazbe, koji nastaje tijekom 1960-ih u Chicagu. Također i u Detroitu u izdavačkoj kući 'Motown' i Memphisu, odakle dolaze odlučni izvođači (Memphis soul), koji su zajedno s Chicagom i 'Chicago soul' stilom, pomogli u revoluciji soul orijentiranih albuma početkom 1970-ih. 
Zvuk 'Chicago soul' isti je kao i 'southern soul', s velikim utjecajem crnačke gospel glazbe, kao i jasan zvuk gospela koji je bio nešto lakši i više profinjen u svom pristupu. Vokalne skupine iz Chicagoa sklone su izvedbama višeglasnog i pratećeg pjevanja, dok solo glazbenici imaju vrlo melodičan i pomalo pop pristup na svojim skladbama. Pratnja se sastoji uglavnom od visoko opremljenog orkestralnog aranžmana, s puhačkim i žičanim instrumentima, a po tome su bili vrlo poznati aranžeri i glazbeni producenti Johnny Pate (koji je uglavnom radio s puhačkim instrumentima) i Riley Hampton (koji je uradio sa žičanim instrumentima). Ovakav stil soul glazbe ponekad se naziva i 'mekanim soulom (soft soul)', kako bi se lakše razlikovao od surovog i gospel 'hard soul' stila.

## Vanjske poveznice
- Allmusic.com  Arhivirana inačica izvorne stranice od 4. svibnja 2005. (Wayback Machine) - Chicago Soul